# Мартін Крузіус
Мартін Крузіус, частково латинізоване від Мартіна Крауса або Мартіна Краусса (* 19 вересня 1526 року у Волькерсбрунні (сьогодні район Грефенберг у Верхній Франконії); † 25 лютого / 7 березня 1607 року в Тюбінгені) — німецький філолог-класик та історик, який працював у Швабії та особливо для неї. З 1559 по 14 лютого 1607 року він був професором грецької та латинської мов в Тюбінгенському університеті. Праворуч в шаблоні — портрет Мартіна Крузіуса на копії картини Антона Рамслера 1590 року, колекція Тюбінгенської професорської галереї.

## Життєпис
Краус народився в родині Мартіна Краусса-старшого (* близько 1494; † 1553)[1], уродженця Поттенштайна, який працював священником (з 1525 року першим протестантським пастором) у Волькерсбрунні з 1520 по 1527 рік, та Марії Магдалени Труммер († 1566) з Кляйнгезее поблизу Поттенштайна. Його рідне село Валкерсбрунн у Франконській Швейцарії, приблизно за 15 км від Ерлангена, яке зараз є частиною євангелічно-лютеранської парафії Ермройт, у 1526 році, як і Ранген, Касберг та інші місця, належало до парафії церкви Трьох Святих Могил у Валкерсбрунні, що розташована над селом, тобто до парафії Гравес, яка в цілому являла собою більшу одиницю, ніж муніципальна одиниця Валкерсбрунн, і в церковному відношенні належала Бамберзькому архидияконізму Нюрнберг-Еггольсгайм до Реформації (1525). Однак у дослідженнях місце народження часто вказувалося, наприклад, як Т. вказано неідентифіковане місце проживання Греберн поблизу Бамберга. У XV та XVI століттях Волькерсбрунн належав членам нюрнберзької патриціанської родини Галлер, які також мали патронат над церквою з 1440 року; У 1540 році маєток Волькерсбрунн придбало імперське місто Нюрнберг. П'ять років по тому Крузій написав звіт про переживання своїх батьків у Шмалькальдській війні 1546/47 років.
З 1539 року Краус навчався в гімназії в Ульмі під керівництвом Грегора Леонгарда на прізвисько Курц (1497—1560), а з 1545 року — у монастирі проповідників у Страсбурзі. У 1551 році він поїхав до Тюбінгена як викладач учнів Філіпа (1525—1588) та Антона фон Вертерна (1528—1579) та подав заявку на посаду, але безуспішно. Потім він повернувся до Страсбурга та викладав у місцевій граматичній школі під керівництвом ректора Йоганнеса Штурма з 1551 по 1554 рік. У 1554 році Крузія призначили ректором латинської школи в Меммінгені. Тут він одружився 22 (за іншими даними, 23) травня 1558 року із Сибіллою Сусанною Ронер (1535—1561) зі Шваца в Тіролі, дочкою Вольфганга Ронера (Роннер; Реннер) (* близько 1501; † 1558), ймовірно, з Кауфбойрена, — фактора (торгового представника) компанії Фуггер — та Євфросіни Капітлін з Фельдкірха. Після того, як собор звільнив його 15 березня 1559 року на П'ятидесятницю, Крузій повернувся до Тюбінгена в 1559 році як супутник студента Крістофа Дітмайєра і працював там професором грецької та латинської мов. У 1564 році йому також було призначено там посаду викладача риторики. Він читав про Софокла, Фукідіда, Гомера, Арістотеля та Галена і невдовзі здобув таку репутацію як знавця грецької мови, що для нього довелося побудувати нову лекційну залу, і багато іноземців, особливо корінних греків, приїжджали до Тюбінгена, щоб послухати його. Він також забезпечував студентів проживанням та харчуванням.
Він підтримував широкі контакти з іноземними вченими (зокрема грецькими), такі як давнє листування та 25-річна дружба з Феодосієм Зигомаласом, багато з яких приїжджали до Тюбінгена, щоб відвідати його.
Крузій також дружив з юристом, поетом та радником Гейльбронна Себастьяном Горнмольтом.
Велика кількість рукописів, особливо його дев'ять томів у форматі кварто, що охоплюють період з 1573 року по 15 травня 1605 року, свідчать про його працездатність та ерудицію. У них він записував не лише свій досвід, а й прочитане, а також складав уривки з друкованих матеріалів і рукописів. Окрім навчання, він також, здається, був дуже товариською людиною. У своєму щоденнику він неодноразово повідомляє про бенкети, які він або сам влаштовував, або на які його запросили, і описує не лише гостей за столом та розмову, а й повідомляє, що їли та пили, і як довго тривало свято.
Другою дружиною Мартіна Крузія, з якою він одружився в 1562 році, була Катаріна Фоглер (1536—1566), дочка торговця прянощами та бакалійника Якоба Фоглера (1503—1575) з Тюбінгена та Катарини Кірсманн (1511—1576) з Кальва. У 1567 році він одружився в Есслінгені зі своєю третьою дружиною Катериною Фетшер († 1587), дочкою констанцького доглядача та есслінгенського радника Урбана Фетшера (* близько 1487; † 1577) та Магдалини Гіглер, невісткою тюбінгенського професора медицини Георга Гамбергера.

## Вибрані праці
- Commentariolum in primam Demosthenis Olynthiacam Sturmianum eiusdem scholia in eandem, & Epitome ex Diodoro Siculo de statu illorum temporum in Graecia; his addita est conversio Ioan. Sturmii Commentariolum in primam Demosthenis Olynthiacam Sturmianum. Fabricius, Straßburg 1554. (Digitalisat)
- D[octoris] Solomoni Schweigkero Sultzensi, qui Constantinopoli in Aula Legati Imp. Rom. aliquot annos Ecclesiasta fuit: & in Aegypto, Palaestina, Syria, peregrinatus est: Gratulatio, scripta a Martino Crusio. Cum Descriptione illius peregrinationis & Graecorum Patriarcharum, aliorúḿq; … Christianorum commendationibus, scriptisq. .. . Wyriot, Straßburg 1582. (Digitalisat)
- Ad Jacobum Schopperum Biberacunsun doctoris honoribus … 1582 ornatum Gratulatio. Gruppenbach, Tübingen 1582.
- Turcograeciae Libri Octo. Quibus Graecorum Status Sub Imperio Turcico, in Politia & Ecclesia, Oeconomia & Scholis, iam inde ab amissa Constantinopoli, ad haec usq[ue] tempora, luculenter describitur Tvrcograeciae Libri octo. Henricpetrus, Basel 1584. (Digitalisat)
- Civitas Coelestis, seu catecheticae Conciones Item, trium summorum anniversariorum Festorum Conciones aliquot denique Orationes & Epistolae a Martino Crusio editae. Gruppenbach, Tübingen 1588. (Digitalisat)
- Oratio de Regina Rom. Augusta Irena, vel Maria Graeca. Gruppenbach, Tübingen 1597. (Digitalisat)
- Annales Suevici sive Chronica Rerum Gestarum Antiquissimae Et Inclytae Suevicae Gentis. 2. Ab Anno Christi DCCCI. usq[ue] ad MCCXII. annum deducta. 1595. (Digitalisat)
- Oratio de illustriss. principe Eberhardo Barbato, primo Wirtembergensi duce. Gruppenbach, Tübingen 1597. (Digitalisat)
- Grammaticae Graecae, cum Latina congruentis Pars …. 1. Basel 1608. (Digitalisat)
- Homeri Batrachomyomachia à Demetrio Zeno Zacynthio in vulgarem linguam Graecam rhythmicè conversa: Cum B. Martini Crusii … Latina versione & Annotationibus. Kohles, Altdorf 1707.